# هربرت جورج ويلش
هربرت جورج ويلش (بالإنجليزية: Herbert George Welch)‏ هو قسيس أمريكي، ولد في 7 نوفمبر 1862، وتوفي في 4 أبريل 1969.